# Mauric Remeš
Mauric Remeš, též Mořic, (21. července 1867 Příbor – 19. července 1959 Dvorce (okres Bruntál)) byl český lékař, přírodovědec, paleontolog, geolog a historik v lékařství, který žil v Olomouci.

## Životopis
Mořic (Mauric) Remeš narodil se ve vlastenecké rodině lékaře Bedřicha Remeše v Příboře na Moravě. Studium gymnázia začal v Příboře a dokončil v Litomyšli. V letech 1885–1891 studoval na vídeňské lékařské fakultě, kde byl promován na doktora 21. března 1891. V roce 1892 nastoupil jako sekundární lékař zemské nemocnice a porodnice v Olomouci. Od roku 1895 vedl soukromou praxi. Od roku 1900 působil jako železniční lékař a později šéflékař olomouckého ředitelství státních drah. V roce 1931 odešel do důchodu.

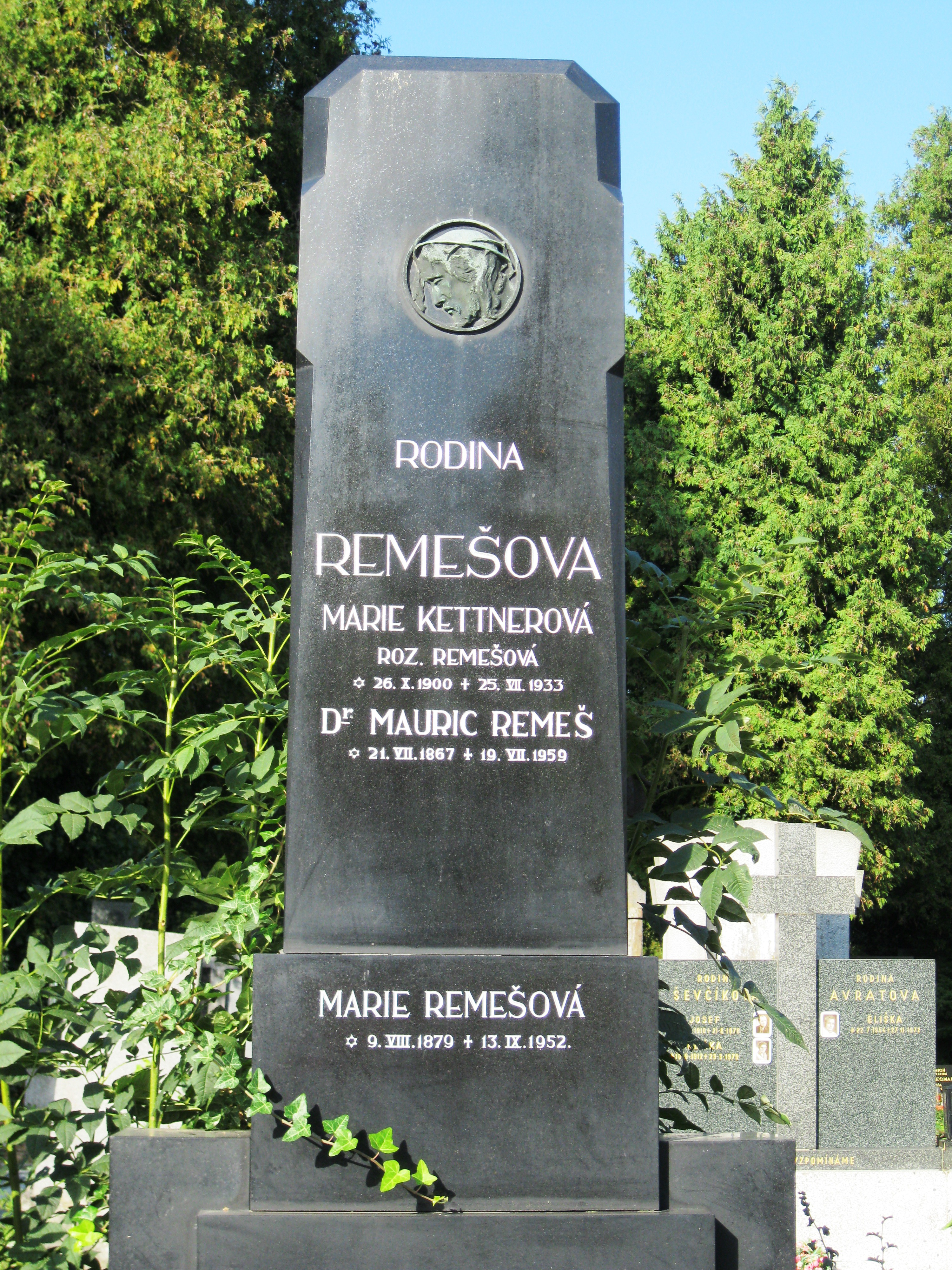
Hrob rodiny Remešovy

O paleontologii se začal zabývat během studia v Litomyšli. Jeho první článek Příspěvky ku poznání korýšů vrstev štramberských vyšel v roce 1895. Do roku 1920 hodně cestoval. V roce 1933 vydal učebnici Zdravověda pro učitelské ústavy a v roce 1936 společně s Josefem Augustou vydal první učebnici paleontologie Úvod do všeobecné paleontologie. Druhou světovou válku prožil ve vědecké knihovně v Olomouci. Mauric Remeš byl velice vědecky a literárně plodný. Během svého života napsal na 550 článků, studií, knih (některé práce jsou uchovávány ve strojopise). Působil také v přírododovědeckém klubu v Brně.

## Rodina
Manželka Marie rozená Nešverová (1879–1952), dcera hudebního skladatele Josefa Nešvery (1842–1914).
- syn Miloslav (1897?–1899)
- dcera Marie (1900–1933), manželka geologa prof. Radima Kettnera, tragicky zahynula v Tatrách[8]